# Atherinella guija
Atherinella guija är en fiskart som först beskrevs av Hildebrand 1925.  Atherinella guija ingår i släktet Atherinella och familjen Atherinopsidae. Inga underarter finns listade.